# Euripus lugubris
Euripus lugubris är en fjärilsart som beskrevs av Hans Fruhstorfer 1899. Euripus lugubris ingår i släktet Euripus och familjen praktfjärilar. Inga underarter finns listade i Catalogue of Life.